# James Garrard

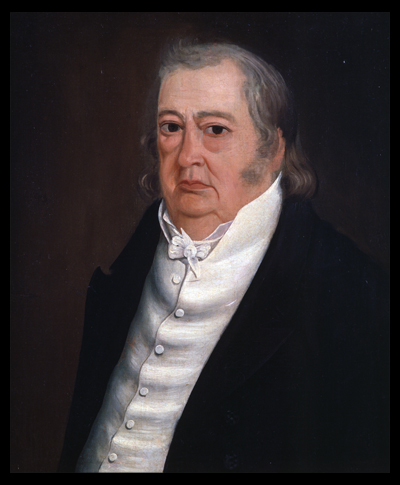
James Garrard

James Garrard (* 14. Januar 1749 im Stafford County, Colony of Virginia; † 19. Januar 1822 im Bourbon County, Kentucky) war ein US-amerikanischer Politiker (Demokratisch-Republikanische Partei) und Gouverneur des Bundesstaates Kentucky.

## Frühe Jahre
James Garrard war während des Unabhängigkeitskrieges Colonel in der Kontinentalarmee. Ab 1782 lebte er in der Nähe des heutigen Paris in Kentucky, das damals noch zu Virginia gehörte. Dort setzte er sich für den Bau von Kirchen ein. Er selbst war Prediger bei einer Baptistengemeinde. Seit 1779, als er in das Abgeordnetenhaus von Virginia gewählt wurde, war er politisch aktiv. Er war Mitglied der Versammlung von 1785 in Danville, auf der die Gründung eines neuen Staates diskutiert wurde. Auch auf den folgenden Konventen 1787 und 1788 war Garrard anwesend, genau wie auf der verfassungsgebenden Konferenz im Jahr 1792. Die Bemühungen dieser Versammlungen waren erfolgreich und führten zur Trennung des Gebiets von Virginia und zur Gründung des Staates Kentucky. Der Beitritt zur Union erfolgte am 1. Juni 1792.

## Gouverneur von Kentucky
Im Jahr 1796 wurde Garrard als Nachfolger von Isaac Shelby zum zweiten Gouverneur von Kentucky gewählt. Obwohl das Wahlergebnis sehr knapp war und sogar angefochten wurde, gelang es ihm, diese innenpolitischen Spannungen zu überwinden. Im Jahr 1800 wurde er in eine zweite Amtszeit gewählt. Während seiner Amtszeit entstanden neue Countys und Kommunen. Auch die Gerichtsbezirke wurden festgelegt und eine Versicherungsgesellschaft erhielt das Bankmonopol.
Nach dem Ende seiner zweiten Amtszeit zog er sich auf seine Farm zurück. Der in seinem Staat sehr populäre Garrard starb am 19. Januar 1822 und wurde auf dem Friedhof des Bourbon County beigesetzt.
Nach ihm ist Garrard County in Kentucky benannt.